# 和氣廣蟲

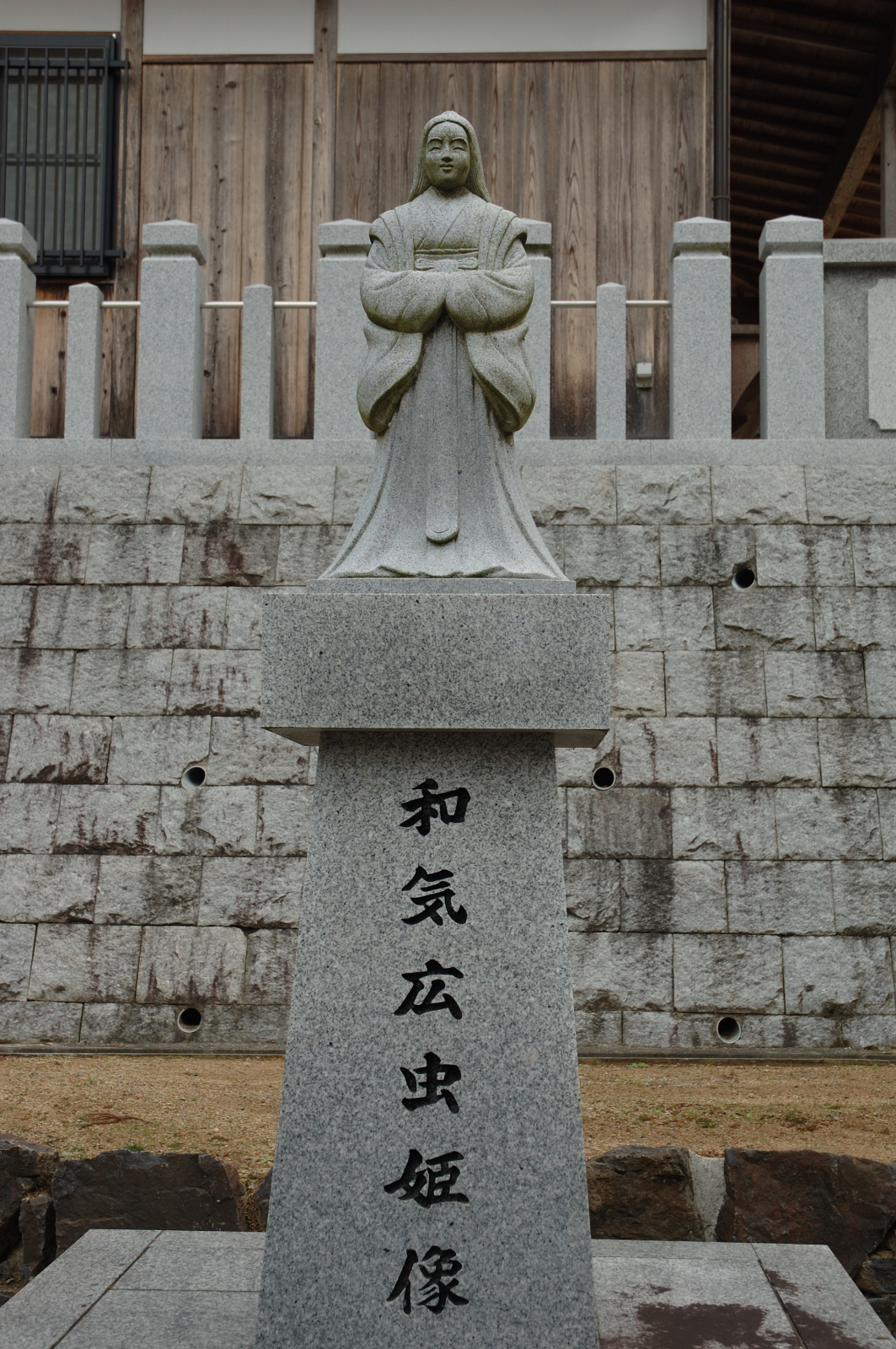
和氣神社的和氣廣蟲像

和氣廣蟲（日语：わけのひろむし，天平2年- 延曆18年1月20日，730年—799年3月1日）為日本奈良時代的女官，出身備前藤野郡，為和氣清麻呂之胞姊，別名為藤野別廣蟲女。

## 生平簡歷
和氣廣蟲初嫁從五位下葛木戶主，為人貞順，故深得孝謙天皇信賴。天平寶字6年（762年）她隨著孝謙女皇出家，法號為「法均」。天平神護元年（765年）吉備藤野和氣真人賜姓給她，神護景雲2年（768年）授進守大夫尼位。翌年稱德天皇欲派遣她前往宇佐八幡宮請求神諭，她卻以身體病弱不適合長途旅行為由，改由胞弟和氣清麻呂代替。得到真正神託旨意的結果令覬覦皇位的弓削道鏡震怒，下令和氣清麻呂改名成「別部穢麻呂（（日語）わけべのけがれまろ）」並流放大隅國（今鹿兒島縣東部），法均則被迫還俗、改名成「別部廣蟲賣（（日語）わけべのひろむしめ）」並流放至備後國（今廣島縣東部）。寶龜元年（770年）獲得平反，重敘從五位下。寶龜5年（774年）與胞弟清麻呂一起獲賜朝臣之姓，延曆4年（785年）獲敘從四位上，延曆18年（799年）卒，天長2年（825年）追贈正三位。
在藤原仲麻呂伏誅時，連坐當斬者數百人，和氣廣蟲勸諫孝謙女皇減少死刑、改判流放。亂後發生飢荒，民間出現許多棄子，和氣廣蟲派人收養共得八十三兒，悉稱養子，賜姓葛木首。後來，這件善事在日本民間廣為流傳。